# Edmund Zdrojewski
Edmund Zdrojewski (ur. 29 sierpnia 1915 w Toruniu, zm. 30 października 1948 w Krakowie) – zbrodniarz nazistowski, jeden z funkcjonariuszy pełniących służbę w niemieckich obozach koncentracyjnych i SS-Hauptscharführer.

## Życiorys
Członek SS od 1 kwietnia 1936. Jeszcze przed wojną rozpoczął służbę w obozach koncentracyjnych Oranienburg i Mauthausen-Gusen.
W listopadzie 1942 został przeniesiony do Krakowa. Brał udział w likwidacji krakowskiego getta. Od grudnia 1942 do października 1944 służył w KL Plaszow i jego pododdziałach, przez pewien okres był kierownikiem jednego z podobozów KL Plaszow – krakowskiej fabryki kabli (podczas okupacji Kabelwerk-Betriebs GmBH), w 1944 roku był komendantem straży w będących filią Plaszowa zakładach Deutsche Emaillewarenfabrik, utworzonych przez Oskara Schindlera, zajmował się też nadzorem transportu więźniów, m.in. do podobozu dla Żydów w Zakopanem-Olczy.
Był znany w obozie jako jeden z głównych wykonawców egzekucji, których dokonał kilkaset.
Po wojnie został wydany polskim władzom.
W procesie, który odbywał się przed polskim Sądem Okręgowym w Krakowie, został skazany na karę śmierci przez powieszenie.